# NatureLife-International
NatureLife-International Stiftung für Umwelt, Bildung und Nachhaltigkeit ist eine deutsche Naturschutzstiftung mit Sitz in Ludwigsburg. 
Ziel der Stiftung ist es, menschliche Bedürfnisse und ökonomische Interessen von Naturnutzern zu „versöhnen“. Sie will eine ökologische und ökonomische Strategie im Sinne gerechter, nachhaltiger Entwicklung innerhalb ihrer Projekte fördern. Maßgeblich ist für NatureLife hierbei das Verständnis, warum Menschen in den ärmeren Regionen aus purer Not in die Natur eingreifen, um Tiere, Pflanzen und Ökosysteme zu bewahren. Sie will Armutsbekämpfung durch nachhaltige Entwicklung und das Einbeziehen der Menschen der jeweiligen Regionen fördern und sieht dies als Schlüssel zur Natur- und Umweltbewahrung.
Die Stiftung fördert verschiedene Waldprojekte in Südostasien und hat einen regionalen Schwerpunkt in Baden-Württemberg in der Region Stuttgart.